# Paul Freiherr von der Osten-Sacken
Paul Freiherr von der Osten-Sacken (* 24. August 1880 in Mitau; † 25. Juli 1934 in Riga) war ein deutsch-baltischer Historiker und Archivar.

## Leben
Paul von der Osten-Sacken war der Sohn von Julius Freiherr von der Osten-Sacken aus dem Haus Pewicken (Kurland), dem Direktor der Kanzlei des Kurländischen Gouvernements und Staatsrat, und seiner Ehefrau Helene, geb. Sprinkler.
Nach der Schulzeit an der Stavenhagenschen Privatschule in Mitau (bis 1894), am Privatgymnasium von Eltz und am Stadtgymnasium in Riga, absolvierte er seinen Wehrdienst im Kaukasus. Danach nahm er von 1902 bis 1904 das Studium der Geschichtswissenschaften an der Kaiserlichen Universität Dorpat auf, setzte seine Studien von 1904 bis 1906 in St. Petersburg fort, die er mit dem Staatsexamen abschloss. Im Jahr 1906 wurde er in Berlin mit einer Dissertation über Livländisch-Russische Beziehungen während der Regierungszeit des Grossfürsten Witowt von Litauen zum Dr. phil. promoviert. In den Jahren von 1908 bis 1909 arbeitete er zunächst als Lehrer an seiner alten Schule, dem Privatgymnasium von Eltz und an der von Hasfordschen Mädchenschule in Riga. Paul von der Osten-Sacken heiratete am 2. Januar 1909 Karin Nelissen von Haken.
Neben der pädagogischen Tätigkeit wurde er zum Sekretär der Gesellschaft für Geschichte und Altertumskunde zu Riga ernannt. Schließlich gelang ihm der Wechsel in den Archivarsberuf: Er wurde 1909 Archivar der Estländischen Ritterschaft in Reval, eine Tätigkeit, die er bis zum Ende des Ersten Weltkriegs 1918 ausübte. Darüber hinaus war er Direktor der Sektion für Geschichte und Altertumskunde der Estländischen Literatur-Gesellschaft. Ihm es zu verdanken, dass Teile des Archivs der Estländischen Gouvernements-Verwaltung aus den Kriegswirren gerettet werden konnten.
In den letzten Kriegstagen flüchtete er zunächst nach Lübeck, wo er eine Tätigkeit am Stadtarchiv aufnahm (von 1918 bis ca. 1922). Bis 1924 erschloss er dann bei den Grafen Korff genannt Schmising-Kerssenbrock die Urkunden- und Aktenbestände des Gutsarchivs Brincke im westfälischen Borgholzhausen. Danach kehrte er ins Kurland zurück und arbeitete zunächst von 1924 bis 1925 als Vikariatslehrer und seit 1925 als Lehrer an der Lutherschule in Riga. Er war darüber hinaus als Sekretär des Deutschen Elternverbandes tätig.

## Schriften
- Livländisch-Russische Beziehungen während der Regierungszeit des Grossfürsten Witowt von Litauen. Häcker, Riga 1908.
- Zur Kapitulation der estländischen Ritter- und Landschaft am 29. September 1710. Kluge & Ströhm. Reval 1910.
- Die estländische Ritterschaft im ersten Jahre russischer Herrschaft. Jonck & Poliewsky, Riga 1911.
- Der Kampf der livländischen Städte um die Vorherrschaft im Hansekontor zu Nowgorod bis 1442. Verlag der Revalschen Zeitung, Reval 1912.
- Bericht über das Estländische Ritterschaftsarchiv. J.F. Steffenhagen und Sohn, Mitau 1913.